# 로저 앨런
로저 앨런(Roger Allin, 1848년 12월 18일 ~ 1936년 1월 1일)는 미국의 정치인이며, 제2대 노스다코타주 부지사, 제4대 노스다코타주 주지사를 역임했다.

## 생애
앨런은 영국 데번셔주 브래드워디 출신입니다. 아버지가 돌아가신 후 가족과 함께 캐나다 온타리오로 이주하여 공립학교에서 교육을 받았습니다. 그는 1880년 월시 카운티의 농장에 정착했습니다. 그는 두 번 결혼했는데, 처음에는 1881년 3월 22일 이사벨라 맥켄시와, 1918년 5월 1일 이사벨라의 조카인 안나 맥켄시와 결혼했습니다. 그는 한 명의 자녀를 두었습니다. 앨런은 1887년부터 1889년까지 노스다코타 준주 의회에서 활동했으며, 1889년 노스다코타 헌법 회의의 대의원으로 활동했습니다. 앨런은 1889년부터 1891년까지 노스다코타 상원의원을 지냈고, 1891년부터 1893년까지 공화당 소속으로 부지사를 역임했습니다. 1894년 11월 6일 대중 투표로 선출된 그는 1897년까지 주지사로 재직했습니다. 1893년 공황의 영향은 그의 재임 기간 동안 다루어졌습니다. 재선에 실패한 후, 그는 정계에서 은퇴하고 농업 이익을 추구했습니다. 앨런은 1936년 1월 1일에 사망했으며, 노스다코타주 파크 리버에 있는 파크 리버 메모리얼 파크에 안장되어 있습니다.

## 경력
- 1889 ~ 1891 제1대 미국 노스다코타 상원의원
- 1891.01 ~ 1893.01 제2대 노스다코타 부지사
- 1895.01 ~ 1897.01 제4대 노스다코타 주지사

## 역대 선거 결과
| 선거명      | 직책명                       | 대수 | 정당   | 득표율 | 득표수   | 결과 | 당락                       |
| ----------- | ---------------------------- | ---- | ------ | ------ | -------- | ---- | -------------------------- |
| 1888년 선거 | 상원의원 (노스다코타 선거구) | 1대  | 공화당 | 0%     | 표       | 1위  | 노스다코타주 상원의원 당선 |
| 1890년 선거 | 노스다코타 부지사            | 2대  | 공화당 | 0%     | 표       | 1위  | 노스다코타 부지사 당선     |
| 1894년 선거 | 노스다코타 주지사            | 4대  | 공화당 | 55.76% | 23,723표 | 1위  | 노스다코타 주지사 당선     |